# P+R

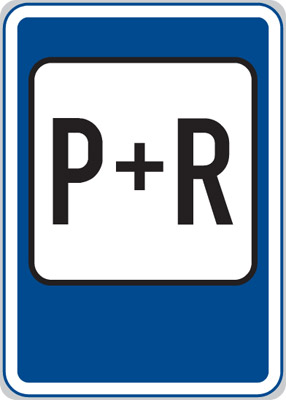
Česká dopravní značka IP 13d Parkoviště P+R

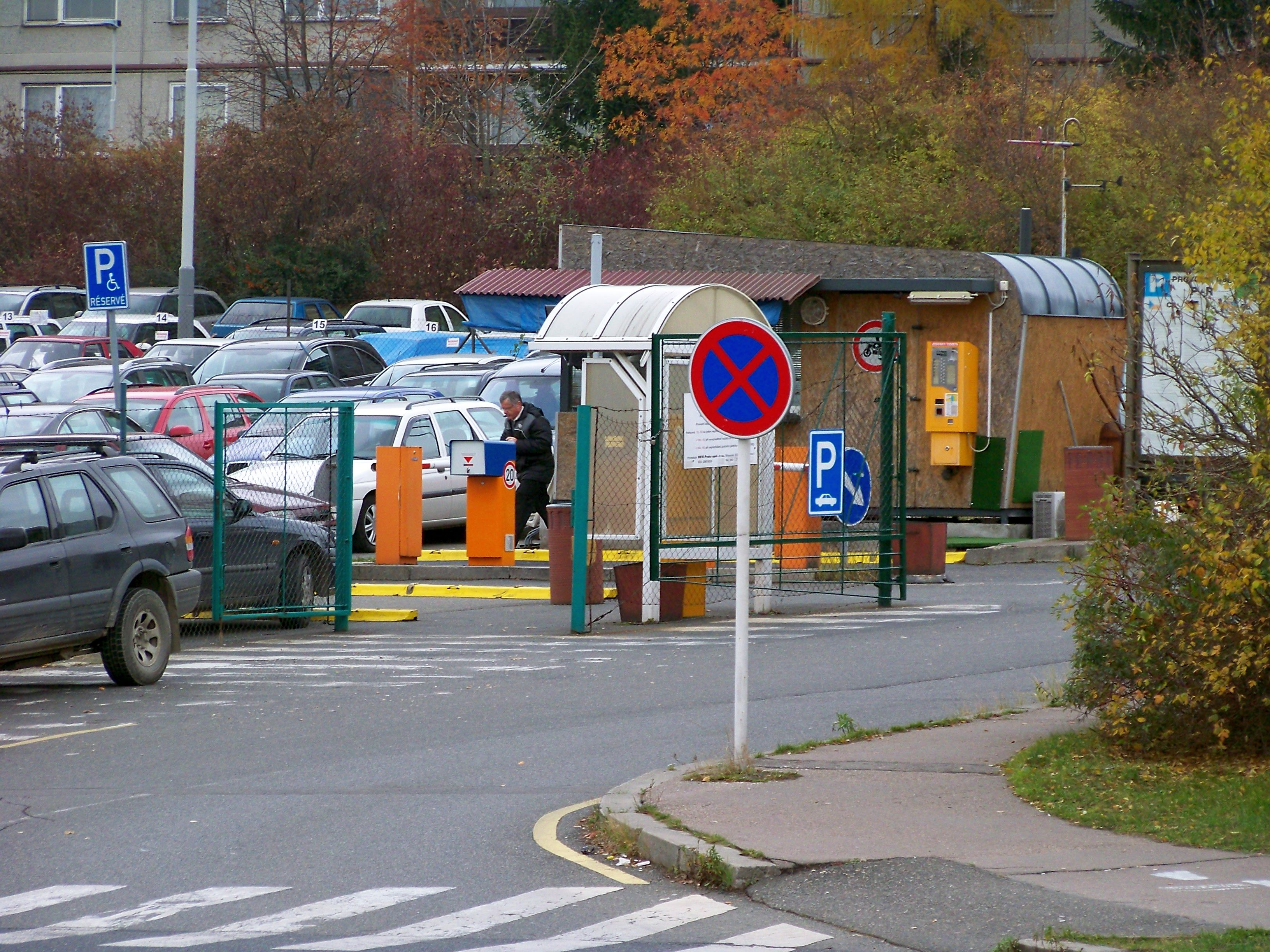
Parkoviště P+R v Praze poblíž stanice metra Opatov

P+R (park and ride, Park & Ride, česky „zaparkuj a jeď“) je forma kombinované přepravy s návazností individuální automobilové dopravy na veřejnou hromadnou dopravu. Umožňuje se budováním záchytných parkovišť v blízkosti nádraží, stanic metra a jiných terminálů veřejné dopravy nebo zřizováním parkovišť spojených s městem speciální linkou veřejné hromadné dopravy. Budování parkovišť P+R je důležitým nástrojem podpory veřejné hromadné dopravy a integrovaných dopravních systémů, respektive intermodální dopravy.
V Praze bylo zřízeno cca 17 parkovišť P+R v blízkosti 12 stanic metra a 3 železničních stanic. Jejich celková kapacita v červnu 2011 činila 3005 parkovacích míst. Samostatné parkovné je relativně levné, platbu parkovného bylo do června 2011 možné výhodně sloučit s platbou jízdného na městskou hromadnou dopravu (zpáteční jízdenka nebo jednodenní jízdenka) a město poskytovalo na tuto jízdenku i další slevy například na vstupném. Od 1. července 2011 však bylo denní parkovné zvýšeno na dvojnásobek a byly zrušeny zvýhodněné jízdenky na MHD spojené s parkovným. Město to zdůvodnilo tím, že parkoviště P+R jsou od rána přeplněna, a tedy není důvod je zvýhodňovat. Parkoviště P+R v Praze umožňovala i bezplatné parkování jízdních kol, které ovšem nebylo spojeno s výhodným jízdným na MHD.
Ve Velké Británii je obvyklý systém, že z parkoviště P+R je do města zřízena speciální autobusová linka.